# Церква святого Онуфрія (Буськ)
Це́рква свято́го Ону́фрія — дерев'яна церква, пам'ятка архітектури національного значення під охоронним номером 1342/1, у місті Буськ Львівської області. Розташована в історичному передмісті Воляни в північно-західній частині міста. Парафія належить до Львівсько-Сокальської єпархії Православної церкви України.

## Історія
Церква збудована у 1680 році в передмісті Воляни (сьогодні — вулиця Воляни) на місці стародавнього городища в оточенні давніх валів. У першій половині XVIII століття було виготовлено п'ятиярусний іконостас з різьбою в стилі бароко. У 1905 році храм відремонтували, а наступного року в інтер'єрах з'явився настінний живопис. У 1970 році було проведено відновлювально-реставраційні роботи за проєктом Івана Могитича. У 2009—2010 роках церкву було відремонтовано, після чого храм отримав сучасний зовнішній вигляд.

## Опис
Храм зведено за канонами народної архітектури галицької школи. Це дерев'яна двозрубна одноверха церква. Квадратна в плані нава завершена великим восьмериком, який в свою чергу вкритий шоломоподібною банею з ліхтарем і маківкою. До центрального зрубу зі сходу примикає нижчий прямокутний зруб, в якому розташовується вівтарна частина храму. З західного боку до нави примикає відділений арковим вирізом бабинець з відкритим ґанком. Нава та вівтар оточені піддашшям. Хори розміщені в центральному зрубі над аркою-вирізом.

## Дзвіниця

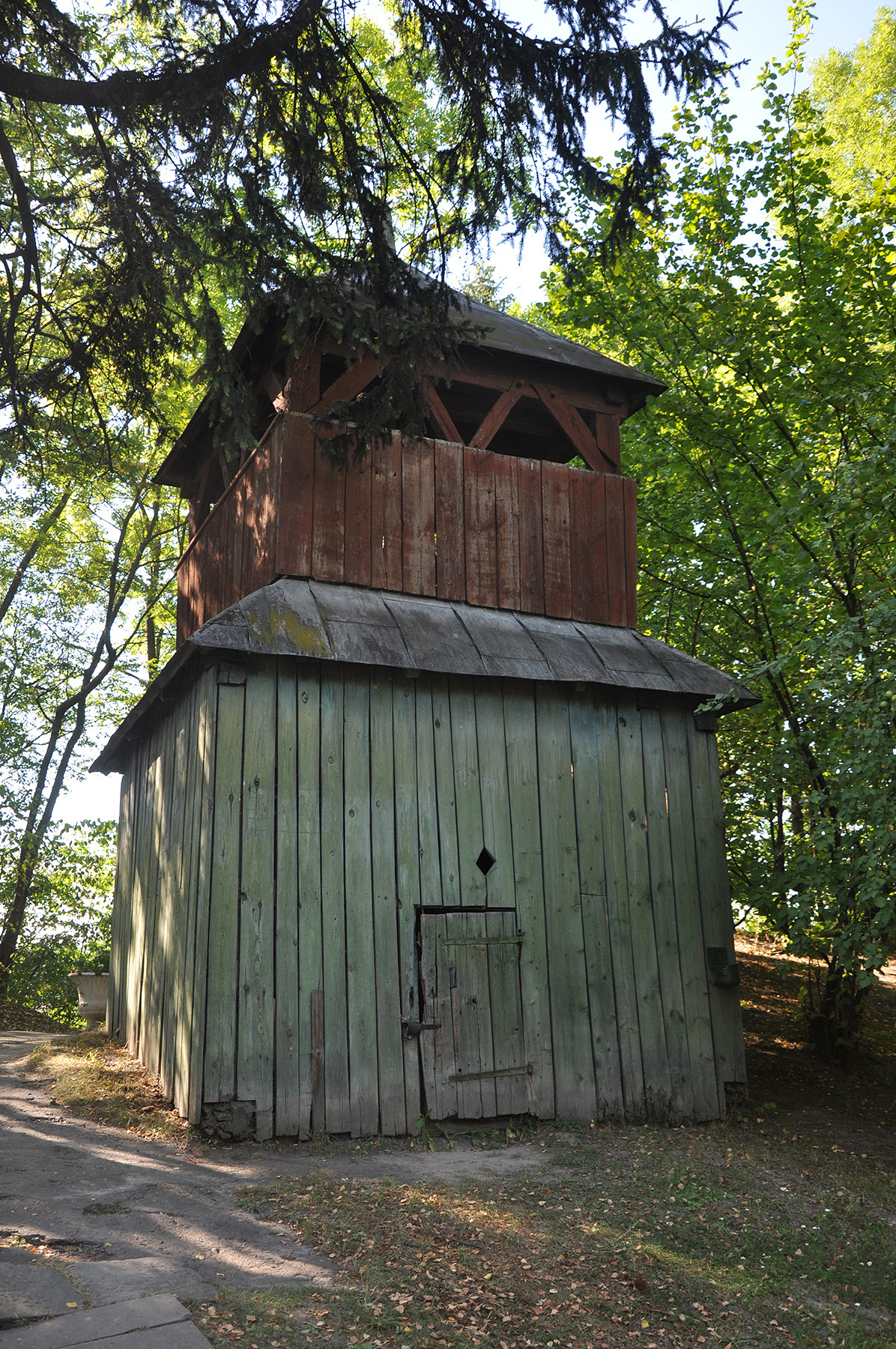
Дзвіниця

На північний захід від церкви у місці розриву валу городища розташовується дерев'яна дзвіниця, яку було зведено у XVIII столітті. Споруда є квадратною в плані двоярусною (четверик на четверику) каркасною конструкцією.
Дзвіницю внесено до реєстру пам'яток архітектури національного значення під охоронним номером 1342/2.